# Jacqueline Pearce
Jacqueline Pearce (Woking, 1943. december 20. – Lancashire, 2018. szeptember 3.) brit színésznő.

## Fontosabb filmjei
- The Plague of the Zombies (1966)
- A hüllő (The Reptile) (1966)
- Sky West and Crooked (1966)
- Folytassa, forradalmár! (Don't Lose Your Head) (1967)
- Don't Raise the Bridge, Lower the River (1968)
- Új Scotland Yard (New Scotland Yard) (1972, tv-sorozat, egy epizódban)
- Blake’s 7 (1978–1981, tv-sorozat, 29 epizódban)
- Szeget Szeggel (Measure for Measure) (1979, tv-film)
- Ki vagy, doki? (Doctor Who)  (1985, tv-sorozat, három epizódban)
- Úri passziók (White Mischief) (1987)
- Eladó az egész világ! (How to Get Ahead in Advertising) (1989)
- Az elveszett hercegnő (Princess Caraboo) (1994)
- A hölgy, aki túl sokat tudott (The Unexpected Mrs. Pollifax) (1999, tv-film)